# 比罗尔·于内尔
比罗尔·于内尔（德語：Birol Ünel，1961年8月18日—2020年9月3日），土耳其裔德国男演员。他参演过多部德国电影，其中最有名的包括2004年上映的《愛無止盡》。

## 生平
1961年生于土耳其南部城市梅爾辛。1968年与家人搬至西德不来梅附近的布林库姆居住。曾就读于汉诺威音乐、戏剧与媒体学院。
他最初担任戏剧演员。后来参演了第一部电影《乘客》，1988年上映。之后参演法提·阿金导演的《在七月》，以及《愛無止盡》。后者获得了第54屆柏林影展金熊奖。他也因此获得德國電影獎最佳男主角奖。他还参演了《特兰西瓦尼亚》《七个英雄》《靈魂餐廳》等电影。
2020年9月3日因癌症在柏林的一家医院逝世。他有酗酒的习惯。